# یرواند آبراهامیان
یِرواند آبراهامیان (به ارمنی: Երուանդ Աբրահամեան) (متولد ۱۳۱۹ در تهران) تاریخ‌نگار  چپ گرای ایرانی-امریکایی و ایرانی ارمنی‌تبار است. او آثاری دربارهٔ تاریخ معاصر ایران نگاشته که کتاب ایران بین دو انقلاب یکی از آن‌ها است. در دهه هفتاد میلادی، آبراهامیان از فعالان و اعضای کنفدراسیون جهانی محصلین و دانشجویان ایرانی بود که با حکومت محمدرضا شاه پهلوی مخالف بودند. او همچنین در سال ۱۳۵۴ (۱۹۷۶) در نیویورک نایب رئیس «کمیته برای آزادی هنر و اندیشه در ایران (CAIFI)» به عنوان بخشی از «حزب کارگران سوسیالیست» بود.

## زندگی
یرواند آبراهامیان تا کلاس سوم در ایران تحصیل کرد. سپس پدر و مادرش او را در سال ۱۳۲۹ برای ادامه تحصیل در مدرسه‌ای شبانه‌روزی به بریتانیا فرستادند و به سال ۱۳۴۲ کارشناسی و کارشناسی ارشد خود را در رشته تاریخ اروپا از دانشگاه آکسفورد دریافت کرد. آبراهامیان پس از مهاجرت به آمریکا موفق به گرفتن دکترا در سال ۱۳۴۸ از دانشگاه کلمبیا شد.
در دهه هفتاد میلادی، آبراهامیان از فعالان و اعضای کنفدراسیون جهانی محصلین و دانشجویان ایرانی بود که با حکومت محمدرضا شاه پهلوی مخالف بودند. در نیویورک و در سال ۱۳۵۴ (۱۹۷۶) او نایب رئیس «کمیته برای آزادی هنر و اندیشه در ایران (CAIFI)» به عنوان بخشی از «حزب کارگران سوسیالیست»، حزبی تحت تأثیر از تروتسکیسم بود. کمیته مربوط که از سال ۱۳۵۱ ریاست رضا براهنی و کی بویل را داشت، توانسته بود در خارج از ایران مجموعه‌ای از بیانیه‌های نهادهای حقوق بشری را برای فشار به حکومت پهلوی صادر کند. آنچه بیش از هر موضوع دیگری نگرش تاریخ‌نگاری یرواند آبراهامیان را از دیگر پژوهندگان تاریخ معاصر ایران متمایز می‌سازد، تحریف خاص اوست بر مبانی اجتماعی تحولات سیاسی ادوار مورد بحث. توجهی که در درجه اول خود را به صورت احتراز از تأکید بر نقش تحولات خارجی بر دگرگونی‌های داخلی کشور نشان می‌دهد و آن گاه در بررسی تأثیر تنش‌های اجتماعی بر چگونگی شکل‌گیری حرکت‌های سیاسی. علایق آکادمیک آبراهامیان عموماً تحت تأثیر نگاه و فعالیت‌های سیاسی او بوده است. وی در دانشگاه‌های پرینستون و آکسفورد به تدریس «تاریخ ایران» پرداخت و در کالج باروک دانشگاه نیویورک (CUNY) به تدریس تاریخ جهان و خاورمیانه مشغول است. به شکل عمومی او دیدگاهی همدلانه نسبت به حزب توده دارد.
آبراهامیان خودش را در زمینه سیاسی یک سوسیال دموکرات می‌داند و در آثارش نیز به دنبال یک تفسیر نئومارکسیستی و طبقاتی از ایران است.

## بازخورد
آبراهامیان یکی از مورخان ایران مدرن شناخته می‌شد؛ برخی از او به‌عنوان «مورخ برجستهٔ ایران مدرن» یاد کرده‌اند. او به‌عنوان «یکی از تاریخ‌نگاران ایرانی برجستهٔ نسل خود» نیز توصیف شده است؛ اما به گفته برخی منتقدان گرایش‌های ایدئولوژیک سوسیالیستی و مارکسیستی او باعث جانبداری در تفسیر تاریخ و اغراق در بعضی رویدادها شده است. کتاب «جستارهایی درباره تئوری توطئه در ایران» شامل گفتارهایی از یرواند آبراهامیان، احمد اشرف و محمدعلی همایون کاتوزیان با ترجمه و گردآوری محمدابراهیم فتاحی توسط نشر نی به چاپ بیستم رسید.

## تألیفات
1. ایران بین دو انقلاب، دانشگاه پرینستون
2. تاریخ ایران مدرن، ۲۰۰۸، دانشگاه کمبریج
3. کودتا
4. اسلام رادیکال: مجاهدین ایرانی،
5. خمینیسم (مقالاتی دربارهٔ جمهوری اسلامی)، دانشگاه کالیفرنیا، ۱۹۹۳
6. اعترافات شکنجه‌شدگان، زندان‌ها و ابراز ندامت‌های علنی در ایران مدرن
7. مردم در سیاست ایران
8. مقالاتی در جامعه‌شناسی ایران
9. پارانوید در سیاست ایران، از کتاب جستارهایی درباره تئوری توطئه در ایران
10. آنارشیسم در انقلاب روسیه، دانشگاه کورنل، ۱۹۷۳
11. یک آنارشیست آمریکایی، زندگی والترین کلیر، دانشگاه پرینستون، ۱۹۷۸[۲۲]
12. بحران نفت در ایران (از ناسیونالیسم تا کودتا)[۲۳]